# Valssjön
Valssjön är en sjö i Vansbro kommun i Dalarna och ingår i Dalälvens huvudavrinningsområde. Sjön har en area på 0,121 kvadratkilometer och ligger 265,9 meter över havet. Sjön avvattnas av vattendraget Vakran.

## Delavrinningsområde
Valssjön ingår i det delavrinningsområde (670212-141009) som SMHI kallar för Mynnar i Västerdalälven. Medelhöjden är 297 meter över havet och ytan är 9,72 kvadratkilometer. Räknas de 7 avrinningsområdena uppströms in blir den ackumulerade arean 68,83 kvadratkilometer. Vakran som avvattnar avrinningsområdet har biflödesordning 3, vilket innebär att vattnet flödar genom totalt 3 vattendrag innan det når havet efter 330 kilometer. Avrinningsområdet består mestadels av skog (69 procent) och sankmarker (20 procent). Avrinningsområdet har 0,12 kvadratkilometer vattenytor vilket ger det en sjöprocent på 1,3 procent.